# 沃伦·厄尔·伯格
沃伦·厄尔·伯格（Warren Earl Burger，1907年9月17日—1995年6月25日），生于圣保罗，逝於华盛顿，美国律师，美国第15任美国首席大法官（1969年-1986年）。

## 早年
伯格1931年从圣保罗法学院毕业。在1952年的共和党全国代表大会上，他确保了明尼苏达州代表团对德怀特·D·艾森豪威尔的支持。艾森豪威尔在1952年总统选举中获胜后，任命伯格为司法部长助理，负责民事部门。1956年，艾森豪威尔任命伯格去美国哥伦比亚特区巡回上诉法院。
1969年，理查德·尼克松总统提名沃伦·厄尔·伯格作为第15任首席大法官、该提名获得参议院批准，伯格于1969年6月23日正式接替第14任首席大法官厄尔·沃伦。伯格并没有在法庭上成为一股强大的智力力量，而是寻求改善联邦司法系统的管理。尽管伯格是保守派，做出了许多偏向保守派的决定，伯格法院也在他的任期内就堕胎、死刑、宗教自由、新聞自由和公立学校废除种族隔离做出了一些偏向自由派的决定。他还帮助建立了国家法院中心和最高法院历史学会。
1974年，伯格为美国诉尼克松案的一致法庭写判决，该法庭驳回了尼克松在水门事件后要求行政特权的请求，这一裁决对尼克松的辞职起了重要作用。伯格加入了罗伊诉韦德案的多数，认为隐私权禁止各州禁止堕胎。后来，他放弃了索恩伯格诉美国妇产科学院案。1986年，他成为美国宪法200周年委员会主席，后退休，威廉·伦奎斯特接替他担任首席大法官。

## 首席大法官
当伯格被提名为首席大法官时，尼克松政府的保守派预计，伯格法院的裁决将明显不同于沃伦法院，可能推翻有争议的沃伦法院时代的判例。然而，到了20世纪70年代初，伯格法院显然不会推翻沃伦法院的裁决，实际上可能会延续沃伦法院的一些学说。
1974年7月24日，伯格在美国诉尼克松案中以全票通过。只有司法部门有权决定某种东西是否有资格在行政特权下得到保护。
1986年，伯格在法院的一项判决中发表了一项著名的意见，该判决支持乔治亚州的法律将鸡奸罪定罪(鲍威尔斯诉哈德维克案)，在该判决中，伯格依历史证据，证明法律将同性恋定为犯罪行为是古老的。他指出，著名的法律作家威廉·布莱克斯通写道，鸡奸是“针对自然的犯罪”。在“比强奸更严重的恶性事件”中，一种令人发指的行为“一提到它，就是对人性的一种耻辱”和“一种不适合命名的罪行”。
伯格还强调，政府各部门之间要保持制衡。在1983年的移民和归化服务诉查达案中，他以多数观点认为，国会不能保留对行政部门行动的立法否决权。
在涉及刑法和诉讼程序的问题上，伯格始终是保守的。他加入了法院的多数投票恢复在格雷格诉佐治亚州(1976年)中恢复死刑。

## 晚年
伯格于1986年9月26日退休，他的任期比20世纪任命的任何一位首席大法官都要长。尽管以专横著称，但他受到与他共事的法律职员和司法人员的爱戴。
1987年，普林斯顿大学的美国辉格党社会授予伯格詹姆斯·麦迪逊杰出公共服务奖。1988年，他被授予享有盛誉的美国军事学院希尔瓦纳斯·塞耶奖和总统自由勋章。
伯格于1995年6月25日在华盛顿西布利纪念医院因充血性心力衰竭与世长辞，享年87岁。他所有的论文都捐给了他曾任名誉校长的威廉和玛丽学院。然而，他们直到2026年才会向公众开放。伯格的棺材被陈列在美国最高法院大楼的大厅里。他的遗体埋葬在阿灵顿国家公墓。

## 影响
作为首席大法官，伯格在建立最高法院历史学会中发挥了重要作用，也是首任会长。伯格常被认为是替代性争端解决方式(ADR)的基本支持者之一，特别是它改善超负荷的司法系统的能力。在美国律师协会前发表的一篇演讲中，“伯格法官在1984年哀叹美国司法体系的现状:“我们的体系代价太高、太痛苦、太破坏性，对真正的文明人士来说效率太低。”依靠敌对进程作为解决相互冲突的索赔要求的主要手段是一个必须纠正的错误。

## 家庭与生活
伯格于1933年与艾尔维拉·斯特隆伯格(Elvera Stromberg)结婚。他们有两个孩子，韦德·艾伦·伯格(Wade Allen Burger)和玛格丽特·伊丽莎白·伯格(Margaret Elizabeth Burger)。艾尔维拉于1994年5月30日于华盛顿特区的家中逝世，享年86岁。
| 前任： 厄尔·沃伦 | 美国首席大法官 1969年－1986年 | 繼任： 威廉·伦奎斯特 |

1. ↑  . supremecourthistory.org.   [2019-09-26]. （原始内容存档于2018-12-10）.
2. ↑  . supremecourthistory.org.   [2019-09-26]. （原始内容存档于2019-09-26）.